# Argentina Open 2020
Argentina Open 2020 — тенісний турнір, що проходив на ґрунтових кортах у місті Буенос-Айрес (Аргентина) з 10 по 16 лютого. Належав до категорії ATP 250.

## Фінальна частина

### Одиночний розряд
Каспер Рууд —  Педро Соуза 6–1, 6–4

### Парний розряд
Марсель Гранольєрс /  Орасіо Себальйос —  Гільєрмо Дюран /  Хуан Ігнасіо Лондеро 6–4, 5–7, [18–16]